# André Duchesne
André Duchesne (francés: pronunciación en francés: /dyʃɛn/; a veces Du Chesne, Latinizado Andreas Chesneus, Andreas Quercetanus, o Andreas Querneus) (L'Île-Bouchard, 6 de mayo de 1584-París, 30 de mayo de 1640) fue un geógrafo e historiador francés, conocido como el padre de la historia moderna.
Duchesne nació en L'Île-Bouchard, plaza gobernada por sus abuelos en la frontera con la Turena. Fue educado en Loudun, en el internado benedictino, y después en París. Desde muy joven se dedicó a la investigación histórica y geográfica y ya a los diecisiete años dio pruebas de gran erudición con la publicación de su primer tratado, Egregiarum seu selectarum lectionum et antiquitatum liber, una compilación de las costumbres de la antigua Roma. Disfrutó del patronazgo del cardenal Richelieu, que le llamaba «mon bon voisin» (mi buen vecino) por su común procedencia de la región de Loudun, y por su mediación fue nombrado historiógrafo y geógrafo del rey.
Murió en París en 1640, atropellado por un carretero imprudente en las proximidades de Bourg-la-Reine cuando con su familia se dirigía a la casa de campo que su mujer tenía en Verrières.

## Trabajos

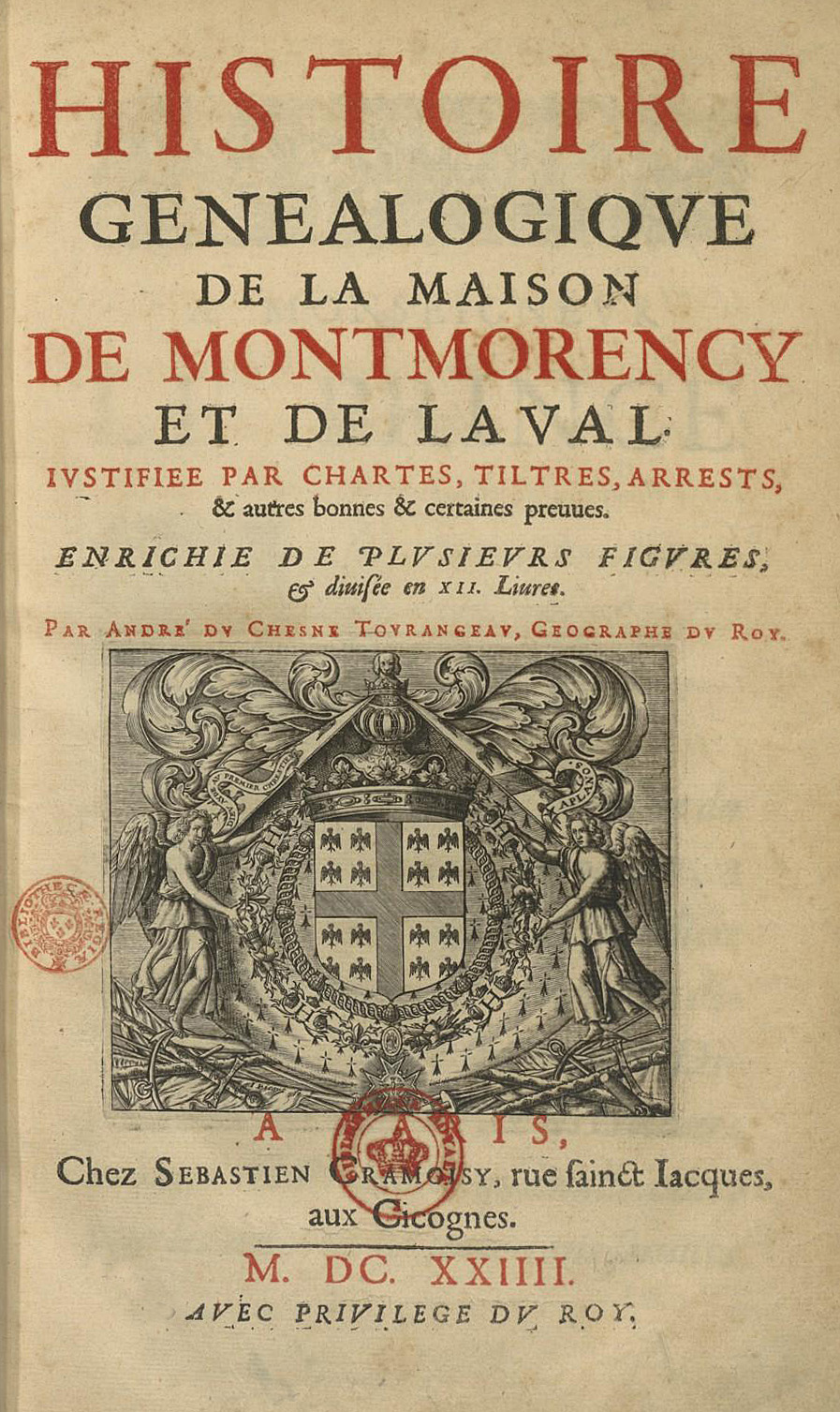
André Duchesne, Histoire généalogique de la maison de Montmorency et de Laval (1624)

Los trabajos de Duchesne fueron muy numerosos y diversos, y además de lo qué publicó, dejó tras de sí más de 100 volúmenes de extractos manuscritos actualmente preservados en la Bibliothèque Nationale (L. Delisle, Le Gabinete des manuscrits de la Bibliothèque impériale, t. L, 333-334). Varios de sus grandes trabajos fueron continuados por su hijo único François Duchesne (1616-1693), que obtuvo éxito con el oficio de historiógrafo del rey.
Los trabajos principales de André Duchesne son Les Antiquités et recherches de la grandeur et majesté des rois de Francia (París, 1609), Les Antiquités et recherches des villes, châteaux, &c., de toute la Francia (París, 1609), Histoire d'Angleterre, d'Ecosse, et d'Irelande (París, 1614), Histoire des Papes jusqu'à Paul V (París, 1619), Histoire des rois, ducs, et comtes de Bourgogne (1619-1628, 2 vol. ), Historiae Normanorum scriptores antiqui (1619), y su Historiae Francorum scriptores (5 vol, 1636-1649).
Este último pretendía alcanzar los 24 volúmenes, conteniendo las fuentes narrativas para historia francesa en la Edad Media; sólo dos volúmenes fueron publicados por el propio autor, mientras que su hijo François publicó tres más, y, por tanto, el trabajo quedó inacabado. Además estos Duchesne publicó un número grande de historias genealógicas de familias ilustres, destacando la de la casa de Montmorency. Sus Histoire des cardinaux francais (2 vol. 101. 1660–1666) e Histoire des chanceliers et gardes des sceaux de Francia (1630) fueron publicadas por su hijo François. André también publicó una traducción de las Sátiras de Juvenal, y ediciones de los trabajos de Alcuin, Abelard, Alain Chartier y Étienne Pasquier.
- Les Antiquités et recherches de la grandeur et majesté des rois de Francia (París, 1609)
- Les Antiquités et recherches des villes, châteaux, &c., de toute la Francia (París, 1609)
- Histoire d'Angleterre, d'Écosse, et d'Irlande (París, 1614)
- Bibliothèque des auteurs qui ont écrit l'histoire et la topographie de la Francia, 1618
- Histoire des Papes jusqu'à Paul V (París, 1619)
- Histoire des rois, ducs, et comtes de Bourgogne (1619-1628, 2 volúmenes fol.)
- Grande Histoire de la Maison de Vergy, (París, 1625)
- Annales Francorum Mettenses (París, 1626) conocidos como los Anales de Metz.
- Historiae Normanorum scriptores antiqui (1619)
- Histoire de la Maison de Chastillon sur Marne, París, 1621
- Historiae Francorum scriptores (5 volúmenes fol., 1636-1649)